# 年木乡
年木乡（藏語：ཉ་མོ་，威利转写：nya mo），是中华人民共和国西藏自治区日喀则市桑珠孜区下辖的一个乡镇级行政单位。

## 行政区划
年木乡下辖以下地区：
恰桑村、胡达村、平嘎村、吉木雄村、曲嘎村、普夏村、普奴村、丁库村、德吉村和罗林村。

## 交通
- 318国道
- 拉日铁路